# Enrique Lafuente Ferrari
Enrique Lafuente Ferrari (Madrid, 23 de febrer de 1898 - Cercedilla, 25 de setembre de 1985) va ser un historiador de l'art espanyol, especialitzat en la pintura espanyola, fonamentalment en Velázquez, Goya i Zuloaga.
Va estudiar filosofia pura i història. Es va doctorar en Història per la Universitat de Madrid. Durant el doctorat va entrar en contacte amb els historiadors de l'art Elías Tormo i Manuel Gómez-Moreno, dels qui es va considerar deixeble; també va mantenir contacte amb Claudio Sánchez Albornoz, Antonio Ballesteros Beretta i José Ortega y Gasset. Les seves influències fora d'Espanya en el camp de la història de l'art van ser els alemanys Werner Weisbach i Erwin Panofsky. Des de 1928 es va vincular al Museu del Prado (com a catalogador), i al gabinet d'estampes de la Biblioteca Nacional. El 1932, com a professor auxiliar d'Història de l'Art, va participar en el Creuer pel Mediterrani organitzat per Manuel García Morente. Des de 1942 va ser catedràtic d'Història de l'Art a l'Escola Superior Central de Belles arts (Madrid). La seva amistat amb Julián Marías li va proporcionar l'oportunitat d'ensenyar en universitats nord-americanes des de 1952.
Va arribar a ser catedràtic de la Universitat Complutense i, des de 1948, membre de la Reial Acadèmia de Belles Arts de San Fernando. El 1980 ingressà com acadèmic de número a la Reial Acadèmia de la Història.

## Obres
- Velázquez. Complete Edition (1928)
- La vida y obra de Fray Juan Ricci (1930)
- Breve historia de la pintura española (1934 y 1953) Hay reedición de Akal, 1987
- La pintura española del siglo XVII (1935)
- La interpretación del barroco (1941)
- Iconografía lusitana. Retratos grabados de personajes (1941)
- The paintings and drawings of Velázquez (1943)
- La vida y el arte de Ignacio Zuloaga (1950, 1972, 1990)
- La fundamentación y los problemas de la historia del arte (1951, 1985)
- Belén imaginario (1951)
- Goya y el grabado español (1952)
- El libro de Santillana (1955, 1981, 1999)
- Goya. Gravures et Litographies. Ouvre Complète (1961)
- De Trajano a Picasso (1962)
- Museo del Prado. Pintura española de los siglos XVII y XVIII (1964, 1969)
- Velázquez en el Museo del Prado (1965)
- Velázquez (1966)
- Velázquez: príncipes e infantes (1969)
- Museo del Prado. Pintura italiana y francesa (1967)
- Museo del Prado. Del Románico a el Greco (1968)
- Goya (1968)
- Goya: mujeres en el Museo del Prado (1968)
- Historia de la pintura española (1971)
- Ortega y las artes visuales (1971, 1972)
- Un autógrafo amatorio de Lope de Vega (1973)
- Museo del Prado. La pintura nórdica (1977)
- Los Caprichos de Goya (1978, 1984)
- Los frescos de San Antonio de la Florida (1979)
- Goya, dibujos (1980, 1988); Goya, Drawings (1980); Goya, Dessins (1980); Goya, Zeichnungen (1980)
- Ignacio Zuloaga (1980)
- El mundo de Goya en sus dibujos (1980, 1982)
- Las crónicas de los cruzados y el reino latino de Jerusalén (1981)
- La tauromaquia de Goya (1981)
- Las litografías de Goya (1982)
- La Real Calcografía de Madrid "Goya y sus Contemporáneos" (1984). Con Juan Carrete Parrondo.
- Los desastres de la guerra de Goya (1985)
- Antecedentes, coincidencias e influencias del arte de Goya (1987)
- Sobre la historia del grabado español (1989)
- The life and work of Ignacio Zuloaga (1991)
- El pintor Joaquín Valverde (1994)
- Velázquez o la salvación de la circunstancia y otros escritos sobre el autor (1999, 2013)
- Giovanni Battista Piranesi (2002)